# Цветочный сад в Кромержиже
Цветочный сад в Кромержиже, в южной части Чешской Республики — это первоначально парк раннего барокко в геометрическом стиле французского сада с характерными чертами. В 1998 году сад был включен в список памятников ЮНЕСКО вместе с Замковым садом (Архиепископские сады) и Архиепископским дворцом. Цветочный сад является имуществом Оломоуцкого Архиепископства.

## История
Цветочный сад возник благодаря строительному рвению епископа Карла II фон Лихтенштейн-Кастелькорна во второй половине 17-го века. По-чешски это место называется ещё и Либосад, в русском языке есть аналог – Любосад.  Сад выполнен в стиле барокко, в котором прослеживается влияние итальянцев и голландцев. Авторы-архитекторы этой достопримечательности – итальянцы Филиберто Луккезе и Джованни Пьетро Тенкалла.

## Описание сада
Центральное здание северной части цветочного сада в Кромержиже – восьмиугольная ротонда (круглая постройка, увенчанная куполом и опирающаяся на колонны), возведенная в 1671 году. Ее украшением являются уникальные фрески на мифологические темы и богатая лепнина. Внутри ротонды на двадцатипятиметровом тросе подвешен маятник Фуко, единственный в стране. Его соорудил в конце XIX века Франтишек Набелек – профессор городской гимназии. Он представляет собой точную копию французского маятника, подвешенного в парижском Пантеономе (усыпальнице многих выдающихся людей Франции). Во время Второй мировой войны маятник был поврежден. И хотя после и его, и ротонду отреставрировали, сегодня маятник висит неподвижно.
Южная часть цветочного сада разделена на два прямоугольника, в ней расположены фонтаны, пруды и два искусственных холма. Однако главным украшением парка служит длинная колоннада, протяженность которой составляет 244 м. Она украшена великолепными статуями античных богов. В парке также есть пальмовая оранжерея и два лабиринта.

## Реконструкция
В 2012 году в саду произошла в этом парке реконструкция и появились новые насаждения. Специалистами очищены пруды и обновлен Павильон птиц. Благодаря их усилиям обновился внешний облик Апельсинового и Голландского садов. Общим итогом реставрационных работ стало то, что для туристов открыли даже те места, которые раньше для посещения были закрыты.

## Мероприятия в саду
В Цветочном саду проходить ежегодно множество разных мероприятий. Выставка Camellie dell´arte проходит с февраля по март. Выставка камелий связана с театральной средой. Посетитель пальмовой теплицы оказывается посреди сцены, окруженной серией картин из Commedie dell'arte. Садоводческие мероприятия будут изобиловать романтическими уголками и неожиданными сюрпризами.

## Флора и фауна
В саду выращивает множество различных видов цветов и растений.
В Голландском саду тюльпаны, нарциссы и другие цветы соединены в разные формы.
В Апельсиновом саду растут цитрусы.
В научном саду выращивают вьющиеся растения, а также например розы.
Что касается фауны, так на Кроличем холме живёт несколько кроликов. Там также растут яблони.